# Oparinisis flexilis
Oparinisis flexilis är en korallart som beskrevs av Philip Alderslade 1998. Oparinisis flexilis ingår i släktet Oparinisis och familjen Isididae. Inga underarter finns listade i Catalogue of Life.